# Tabanus paradoxus
Tabanus paradoxus är en tvåvingeart som beskrevs av Jaennicke 1866. Tabanus paradoxus ingår i släktet Tabanus och familjen bromsar. Inga underarter finns listade i Catalogue of Life.